# Dansaire estriat
El dansaire estriat (Saltator striatipectus) és un ocell de la família dels tràupid (Thraupidae).

## Hàbitat i distribució
Habita zones amb arbres de les terres baixes i muntanyes des del sud-oest de Costa Rica i Panamà, i en Amèrica del Sud des de l'oest, centre i nord-est de Colòmbia, nord de Veneçuela i Trinidad cap al sud, per l'oest dels Andes, fins l'oest de l'Equador i nord-oest i oest del Perú.